# 利斯內 (亞姆皮利市鎮)
52°0′32″N 33°37′57″E / 52.00889°N 33.63250°E
利斯內（烏克蘭語：Лісне）是位於烏克蘭東北部的村莊，由蘇梅州紹斯特卡區的亞姆皮利市鎮負責管轄。該村分別距離斯科贝奇夫斯凯1公里和安东尼夫卡2.5公里，海拔高度155米，2001年人口11。